# Highbury & Islington Station
Highbury & Islington Station er en London Underground og national fjerntogs station i London Borough of Islington i nord London, med adgang til Victoria line, Northern City Line, East London Line og North London Line. Stationen ligger i takstzone 2.

## Skiftemuligheder
Highbury & Islington station har i alt otte spor, hvor fire er over jorden og andre fire er underjordiske.
- Spor 1 - East London Line services to Crystal Palace
- Spor 2 - East London Line services to Clapham Junction
- Spor 3 - Northbound Victoria line
- Spor 4 - Northbound Northern City Line
- Spor 5 - Southbound Victoria line
- Spor 6 - Southbound Northern City Line
- Spor 7 - Westbound North London Line
- Spor 8 - Eastbound North London Line

Spor 1-2 og 7-8 er overjordiske og spor 3 - 6 er underjordiske. Spor 4 og 6 er til Northern City Line og bruges kun i hverdage.

## Transportforbindelser
London buslinjer 4, 19, 30, 43, 217, 277, 393 og natlinjerne N19 og N41 betjener stationen.

## Galleri
- North London Line togspor set mod øst
- North London Line togspor set mod vest
- Udsigt mod øst fra fodbro
- Platform skilt, set i sommeren 2010
- I June 2010 blev stationen transformeret til en fire-spors station med North London Line til venstre og East London Line til højre

| Foregående station                  |  | London Underground |  | Efterfølgende station                                    |
| ----------------------------------- |  | ------------------ |  | -------------------------------------------------------- |
| King's Cross St. Pancrasmod Brixton |  |                    |  | Finsbury Parkmod Walthamstow Central                     |
| Foregående station                  |  | London Overground  |  | Efterfølgende station                                    |
| Endestation                         |  | East London Line   |  | Canonburymod New Cross, Crystal Palace eler West Croydon |